# Општина Лазаро Карденас (Мичоакан)
Лазаро Карденас (шп. Lázaro Cárdenas) општина је у Мексику у савезној држави Мичоакан. Општина се налази на надморској висини од 10 м.

## Становништво
Према подацима из 2010. у општини је живело 178817 становника.

### Хронологија
| Година       | 2000                   | 2005                   | 2010                   |
| ------------ | ---------------------- | ---------------------- | ---------------------- |
| Становништво | 171100 (85912 / 85188) | 162997 (80892 / 82105) | 178817 (89221 / 89596) |

### Попис
| \| \| м \| \| \| ж \| \| 0—2 \| 5.350 \| \| \| 5.283 \| \| 3—5 \| 5.399 \| \| \| 5.220 \| \| 6—11 \| 10.818 \| \| \| 10.442 \| \| 12—14 \| 5.370 \| \| \| 5.239 \| \| 15—17 \| 5.839 \| \| \| 5.744 \| \| 18—24 \| 11.841 \| \| \| 11.939 \| \| 60+ \| 5.675 \| \| \| 5.542 \| \| Просек : \| 28,1 \| \| \| 28,4 \| |        |  |  |        |
| |        |  |  |        |
| | м      |  |  | ж      |
| 0—2 | 5.350  |  |  | 5.283  |
| 3—5 | 5.399  |  |  | 5.220  |
| 6—11 | 10.818 |  |  | 10.442 |
| 12—14 | 5.370  |  |  | 5.239  |
| 15—17 | 5.839  |  |  | 5.744  |
| 18—24 | 11.841 |  |  | 11.939 |
| 60+ | 5.675  |  |  | 5.542  |
| Просек : | 28,1   |  |  | 28,4   |

| #   | Индикатор                                                                                        | Вредност |
| --- | ------------------------------------------------------------------------------------------------ | -------- |
| 1   | Становништво од 0 до 2 године                                                                    | 10633    |
| 2   | Мушко становништво од 0 до 2 године                                                              | 5350     |
| 3   | Женско становништво од 0 до 2 године                                                             | 5283     |
| 4   | Становништво са 3 и више година                                                                  | 163580   |
| 5   | Мушко становништво са 3 и више година                                                            | 81573    |
| 6   | Женско становништво са 3 и више година                                                           | 82007    |
| 7   | Становништво са 5 и више година                                                                  | 156440   |
| 8   | Мушко становништво са 5 и више година                                                            | 77964    |
| 9   | Женско становништво са 5 и више година                                                           | 78476    |
| 10  | Становништво са 12 и више година                                                                 | 131701   |
| 11  | Мушко становништво са 12 и више година                                                           | 65356    |
| 12  | Женско становништво са 12 и више година                                                          | 66345    |
| 13  | Становништво са 15 и више година                                                                 | 121092   |
| 14  | Мушко становништво са 15 и више година                                                           | 59986    |
| 15  | Женско становништво са 15 и више година                                                          | 61106    |
| 16  | Становништво са 18 и више година                                                                 | 109509   |
| 17  | Мушко становништво са 18 и више година                                                           | 54147    |
| 18  | Женско становништво са 18 и више година                                                          | 55362    |
| 19  | Становништво од 3 до 5 година                                                                    | 10619    |
| 20  | Мушко становништво од 3 до 5 година                                                              | 5399     |
| 21  | Женско становништво од 3 до 5 година                                                             | 5220     |
| 22  | Становништво од 6 до 11 година                                                                   | 21260    |
| 23  | Мушко становништво од 6 до 11 година                                                             | 10818    |
| 24  | Женско становништво од 6 до 11 година                                                            | 10442    |
| 25  | Становништво од 8 до 14 година                                                                   | 24974    |
| 26  | Мушко становништво од 8 до 14 година                                                             | 12631    |
| 27  | Женско становништво од 8 до 14 година                                                            | 12343    |
| 28  | Становништво од 12 до 14 година                                                                  | 10609    |
| 29  | Мушко становништво од 12 до 14 година                                                            | 5370     |
| 30  | Женско становништво од 12 до 14 година                                                           | 5239     |
| 31  | Становништво од 15 до 17 година                                                                  | 11583    |
| 32  | Мушко становништво од 15 до 17 година                                                            | 5839     |
| 33  | Женско становништво од 15 до 17 година                                                           | 5744     |
| 34  | Становништво од 18 до 24 године                                                                  | 23780    |
| 35  | Мушко становништво од 18 до 24 године                                                            | 11841    |
| 36  | Женско становништво од 18 до 24 године                                                           | 11939    |
| 37  | Женско становништво од 15 до 49 година                                                           | 49133    |
| 38  | Становништво са 60 и више година                                                                 | 11217    |
| 39  | Мушко становништво са 60 и више година                                                           | 5675     |
| 40  | Женско становништво са 60 и више година                                                          | 5542     |
| 41  | Однос између мушкараца и жена                                                                    | 99.58    |
| 42  | Становништво од нуле до 14 година                                                                | 53121    |
| 43  | Становништво од 15 до 64 године                                                                  | 113766   |
| 44  | Становништво од 65 година и више                                                                 | 7326     |
| 45  | Просечан број деце                                                                               | 2.41     |
| 46  | Становништво рођено у ентитету                                                                   | 123922   |
| 47  | Мушко становништво рођено у ентитету                                                             | 61604    |
| 48  | Женско становништво рођено у ентитету                                                            | 62318    |
| 49  | Становништво рођено у другом ентитету                                                            | 48233    |
| 50  | Мушко становништво рођено у другом ентитету                                                      | 24240    |
| 51  | Женско становништво рођено у другом ентитету                                                     | 23993    |
| 52  | Становништво од 5 година и више резидентно у ентитету у јуну 2005. године                        | 142926   |
| 53  | Мушко становништво старосног доба од 5 година и више, резидентно у ентитету у јуну 2005. године  | 70551    |
| 54  | Женско становништво старосног доба од 5 и више година, резидентно у ентитету у јуну 2005. године | 72375    |
| 55  | Становништво од 5 година и више које је живело у другом ентитету у јуну 2005. године             | 9480     |
| 56  | Мушко становништво старије од 5 година које је живело у другом ентитету у јуну 2005. године      | 4904     |
| 57  | Женско становништво старије од 5 година које је живело у другом ентитету у јуну 2005. године     | 4576     |
| 58  | Становништво од 3 године и више које говори аутохтони језик                                      | 1476     |
| 59  | Мушко становништво старо 3 године и више које говори аутохтони језик                             | 797      |
| 60  | Женско становништво старо 3 године и више које говори аутохтони језик                            | 679      |
| 61  | Становништво од 3 године и више које говори аутохтони језик и не говори шпански језик            | 18       |
| 62  | Мушко становништво старо 3 године и више које говори аутохтони језик и не говори шпански         | 2        |
| 63  | Женско становништво старо 3 године и више које говори аутохтони језик и не говори шпански језик  | 16       |
| 64  | Становништво старо 3 године и више које говори аутохтони језик и шпански                         | 1190     |
| 65  | Мушко становништво старо 3 године и више које говори аутохтони језик и шпански                   | 649      |
| 66  | Женско становништво старо 3 године и више које говори аутохтони језик и шпански                  | 541      |
| 67  | Становништво од 5 година и више које говори аутохтони језик                                      | 1450     |
| 68  | Становништво од 5 година и више које говори аутохтони језик и не говори шпански језик            | 16       |
| 69  | Становништво од 5 година и више које говори аутохтони језик и говори шпански језик               | 1173     |
| 70  | Становништво у домородачким домаћинствима                                                        | 3299     |
| 71  | Становништво са ограничењима у активностима                                                      | 7325     |
| 72  | Становништво са ограниченим ходањем или кретањем, горе или доле                                  | 3793     |
| 73  | Становници са ограничењима вида, чак и уз кориштење сочива                                       | 2363     |
| 74  | Становништво са ограничењима говора, комуникације или конверзације                               | 738      |
| 75  | Становништво са ограниченим слухом                                                               | 597      |
| 76  | Становништво са ограничењима при одевању, купању или јелу                                        | 340      |
| 77  | Становништво са ограничењима у опажању или учењу једноставних ствари                             | 329      |
| 78  | Становништво са менталним ограничењима                                                           | 686      |
| 79  | Становништво без ограничења активности                                                           | 165641   |
| 80  | Становништво од 3 до 5 година које не похађа школу                                               | 4814     |
| 81  | Мушко становништво од 3 до 5 година које не похађа школу                                         | 2521     |
| 82  | Женско становништво од 3 до 5 година које не похађа школу                                        | 2293     |
| 83  | Становништво од 6 до 11 година које не похађа школу                                              | 650      |
| 84  | Мушко становништво од 6 до 11 година које не похађа школу                                        | 348      |
| 85  | Женско становништво од 6 до 11 година које не похађа школу                                       | 302      |
| 86  | Становништво од 12 до 14 година које не похађа школу                                             | 867      |
| 87  | Мушко становништво од 12 до 14 година које не похађа школу                                       | 467      |
| 88  | Женско становништво од 12 до 14 година које не похађа школу                                      | 400      |
| 89  | Становништво од 15 до 17 година похађа школу                                                     | 7852     |
| 90  | Мушко становништво од 15 до 17 година похађа школу                                               | 3932     |
| 91  | Женско становништво између 15 и 17 година живота у школи                                         | 3920     |
| 92  | Становништво од 18 до 24 године похађа школу                                                     | 6341     |
| 93  | Мушко становништво од 18 до 24 године похађа школу                                               | 3254     |
| 94  | Женско становништво од 18 до 24 године похађа школу                                              | 3087     |
| 95  | Становништво од 8 до 14 година које не може да чита и пише                                       | 608      |
| 96  | Мушко становништво старосног доба од 8 до 14 година које не може да чита и пише                  | 365      |
| 97  | Женско становништво старосног доби од 8 до 14 година које не може да чита и пише                 | 243      |
| 98  | Становништво од 15 година и више које је неписмено                                               | 8565     |
| 99  | Мушко становништво од 15 година и више које је неписмено                                         | 3431     |
| 100 | Женско становништво од 15 година и више које је неписмено                                        | 5134     |
| 101 | Становништво старо 15 и више година без школовања                                                | 12410    |
| 102 | Мушко становништво старо 15 и више година без школовања                                          | 5351     |
| 103 | Женско становништво старо 15 и више година без школовања                                         | 7059     |
| 104 | Становништво старосног доба 15 и више година са непотпуним основним образовањем                  | 11886    |
| 105 | Мушко становништво старосног доба од 15 година и више са непотпуном основним образовањем         | 5414     |
| 106 | Женско становништво старосног доба 15 и више година са непотпуном основним образовањем           | 6472     |
| 107 | Становништво старо 15 и више година са комплетним основним образовањем                           | 17079    |
| 108 | Мушко становништво старо 15 година и више са комплетним основним образовањем                     | 7996     |
| 109 | Женско становништво старо 15 и више година са комплетним основним образовањем                    | 9083     |
| 110 | Становништво старосног доба 15 и више година са непотпуним средњим образовањем                   | 7660     |
| 111 | Мушко становништво старосног доба од 15 година и више са непотпуним средњим образовањем          | 4116     |
| 112 | Женско становништво старосног доба од 15 година и више са непотпуним средњим образовањем         | 3544     |
| 113 | Становништво старо 15 и више година са пуним секундарном образовањем                             | 27335    |
| 114 | Мушко становништво старосног доба од 15 година и више са пуним секундарном образовањем           | 13992    |
| 115 | Женско становништво старосног доба од 15 година и више са пуним секундарном образовањем          | 13343    |
| 116 | Становништво старије од 18 година са постосновним образовањем                                    | 39470    |
| 117 | Мушко становништво старије од 18 година са постосновним образовањем                              | 20650    |
| 118 | Женско становништво старије од 18 година са постосновним образовањем                             | 18820    |
| 119 | Просечна оцена школовања                                                                         | 8.45     |
| 120 | Просечан ниво образовања мушке популације                                                        | 8.74     |
| 121 | Просечан ниво образовања женског становништва                                                    | 8.17     |
| 122 | Економски активно становништво                                                                   | 70850    |
| 123 | Економски активна мушка популација                                                               | 48694    |
| 124 | Економски активна женска популација                                                              | 22156    |
| 125 | Становништво које није економски активно                                                         | 60157    |
| 126 | Мушко становништво које није економски активно                                                   | 16234    |
| 127 | Женско становништво које није економски активно                                                  | 43923    |
| 128 | Запослено становништво                                                                           | 67408    |
| 129 | Запослено мушко становништво                                                                     | 45844    |
| 130 | Запослено женско становништво                                                                    | 21564    |
| 131 | Незапослена популација                                                                           | 3442     |
| 132 | Незапослена мушка популација                                                                     | 2850     |
| 133 | Незапослена женска популација                                                                    | 592      |
| 134 | Становништво без права на здравствене услуге                                                     | 50059    |
| 135 | Становништво које има право на здравствене услуге                                                | 123755   |
| 136 | Становништво које има право на ИМСС                                                              | 80682    |
| 137 | Становништво које има право на социјално осигурање                                               | 9361     |
| 138 | Становништво које има право на државно социјално осигурање                                       | 207      |
| 139 | Становништво које има право на опште осигурање или здравствено осигурање за нову генерацију      | 26846    |
| 140 | Становништво које је било једном или није било у браку током 12 година и више                    | 45123    |
| 141 | Венчано или уједињено становништво од 12 година и више                                           | 74221    |
| 142 | Становништво које је било у браку или уједињено 12 година и више                                 | 12033    |
| 143 | Становништво са католичком религијом                                                             | 143220   |
| 144 | Протестанти, еванђелисти и библијски следбеници различити од еванђелиста                         | 17298    |
| 145 | Становништво са другим религијама различитим од претходних                                       | 123      |
| 146 | Становништво без религије                                                                        | 10552    |
| 147 | Укупно пописаних домаћинства                                                                     | 44973    |
| 148 | Пописна домаћинства на челу са мушкарцима                                                        | 34245    |
| 149 | Пописна домаћинства на челу са женама                                                            | 10728    |
| 150 | Становништво у пописним домаћинствима                                                            | 173803   |
| 151 | Становништво у пописним домаћинствима на челу са мушкарцима                                      | 136002   |
| 152 | Становништво у пописним домаћинствима на челу са женама                                          | 37801    |
| 153 | Укупно домаћинстава                                                                              | 53873    |
| 154 | Укупно насељених домаћинстава                                                                    | 46498    |
| 155 | Укупно приватних кућа                                                                            | 52348    |
| 156 | Насељени приватни домови                                                                         | 44973    |
| 157 | Укупно насељених приватних кућа                                                                  | 46484    |
| 158 | Ненасељене приватне куће                                                                         | 5642     |
| 159 | Појединачна домаћинства за привремену употребу                                                   | 1733     |
| 160 | Становници у насељеним приватним кућама                                                          | 173803   |
| 161 | Насељеност станара у приватним становима                                                         | 3.86     |
| 162 | Просечно становника по соби у приватним насељеним домаћинствима                                  | 1.12     |
| 163 | Појединачна домаћинства са подовима од различитих материјала од земље                            | 41896    |
| 164 | Појединачна домаћинства у приземљу                                                               | 2732     |
| 165 | Појединачна домаћинства са једном спаваћом собом                                                 | 16210    |
| 166 | Појединачна домаћинства са две спаваће собе и више                                               | 28457    |
| 167 | Појединачна домаћинства са једним собом                                                          | 5003     |
| 168 | Појединачна домаћинства са две собе                                                              | 7632     |
| 169 | Појединачна домаћинства са 3 собе и више                                                         | 31982    |
| 170 | Појединачна домаћинства која имају електрично светло                                             | 44210    |
| 171 | Појединачна домаћинства која немају електрично светло                                            | 502      |
| 172 | Појединачна домаћинства која имају водоводну воду у стамбеном простору                           | 39600    |
| 173 | Појединачна домаћинства која немају водоводну воду у стамбеном простору                          | 5011     |
| 174 | Појединачна домаћинства која имају тоалет                                                        | 43485    |
| 175 | Појединачна домаћинства која имају канализацију                                                  | 43184    |
| 176 | Појединачна домаћинства која немају канализацију                                                 | 1365     |
| 177 | Појединачна домаћинства која имају електрично светло, довод воде из јавне мреже и канализацију   | 38915    |
| 178 | Појединачна домаћинства без икаквих услова                                                       | 475      |
| 179 | Појединачна домаћинства која имају радио                                                         | 30690    |
| 180 | Појединачна домаћинства која имају телевизор                                                     | 42509    |
| 181 | Појединачна домаћинства која имају фрижидер                                                      | 41202    |
| 182 | Појединачна домаћинства која имају машину за веш                                                 | 34944    |
| 183 | Појединачна домаћинства која имају аутомобил или комби                                           | 20931    |
| 184 | Појединачна домаћинства која имају рачунар                                                       | 13569    |
| 185 | Појединачна домаћинства која имају фиксну телефонску линију                                      | 14950    |
| 186 | Појединачна домаћинства која имају мобилни телефон                                               | 36687    |
| 187 | Појединачна домаћинства која имају приступ интернету                                             | 9207     |